# Сказинцы
Ска́зинцы (укр. Сказинці) — село на Украине, находится в Могилёв-Подольском районе Винницкой области.
Население по переписи 2001 года составляет 484 человека. Почтовый индекс — 24043. Телефонный код — 4337.
Занимает площадь 1,8 км².

## Религия
В селе действует Чудо-Михайловский храм Могилёв-Подольского благочиния Могилёв-Подольской епархии Украинской православной церкви.

## Адрес местного совета
24044, Винницкая область, Могилёв-Подольский р-н, с. Сказинцы, ул. Мира, 15